# أنخيل غونزاليس (لاعب كرة قدم فنزويلي)
أنخيل غونزاليس (بالإسبانية: Ángel González)‏ هو لاعب كرة قدم فنزويلي، ولد في 26 ديسمبر 1994 في فنزويلا. لعب مع نادي موناغاس الرياضي.

## وصلات خارجية
- أنخيل غونزاليس على موقع قاعدة بيانات كرة القدم.إي يو (الإنجليزية)
- أنخيل غونزاليس على موقع Soccerway.com (الإنجليزية)